# Embelia furfuracea
Embelia furfuracea là một loài thực vật có hoa trong họ Anh thảo. Loài này được Collett & Hemsl. mô tả khoa học đầu tiên năm 1890.